# Gukanshō
Le Gukansho (愚管抄) est une œuvre sur l'histoire du Japon, composée par Jien (1155-1225), un prêtre bouddhiste de l'école Tendai. L'écrivain poursuit dans ce livre les principes bouddhistes. 
Jien est un fils de Fujiwara no Tadamichi.